# مكان بين النجوم (فلم)
مكان بين النجوم (بالإنجليزية: A Place in the Stars)، هُو فيلم جريمة وإثارة نيجيري صدر سنة 2014 وأخرجه ستيف غوكاس. الفيلم من بطولة كُل من غيديون أوكيكي وSegun Arinze وMatilda Obaseki وفيمي برانش وDejumo Lewis.

## وصلات خارجية
- الموقع الرسمي
- مقالات تستعمل روابط فنية بلا صلة مع ويكي بيانات